# Tachos
Tachos (Teos) (362-360 p.n.e.) – drugi faraon XXX dynastii, syn Nektanebo I i Udjashu.

## Życiorys
Głównym źródłem wiedzy nt. jego życia jest relacja Diodora Sycylijskiego. W ostatnich latach panowania ojca wyniesiony do godności koregenta. Od początku swego panowania, jeszcze za życia ojca, prowadził aktywną politykę zagraniczną. Umacniał stosunki z Grecją (głównie z Atenami i Spartą). Podniecał nastroje antyperskie w Syrii, dążąc do przejęcia kontroli nad tym terytorium. W kraju prowadził bezwzględną politykę finansową zwiększając podatki i konfiskując dobra świątynne, co wywołało niezadowolenie kapłanów i ludu. Jego głównym doradcą wojskowym był ateński strateg Chabrias.
W obliczu rozpadu państwa perskiego po powstaniu satrapów zachodnich prowincji zdecydował się na wyprawę wojenną do Palestyny i Syrii, pragnąc zdobyć te ziemie dla Egiptu. Wspierały go oddziały najemników greckich pod dowództwem Agesilaosa ze Sparty i flota złożona z 200 trier dowodzona przez Chabriasa. Wyprawa, która wyruszyła wiosną 360 p.n.e., nie natrafiła na większy opór, co pozwoliło zrealizować cele przedsięwzięcia. Egipcjanie zajęli kluczowe punkty w Fenicji oraz Palestynie.
Zdobycze wyprawy zostały jednak zaprzepaszczone w wyniku przewrotu pałacowego pod wodzą syna królewskiego Czahapimu, sprawującego pod nieobecność faraona urząd namiestnika Egiptu. Osadził on na tronie swojego syna, a wnuka Tachosa, imieniem Nektanebo II, uzyskując poparcie armii i kapłanów (wg monografii Kwiatkowskiego Czahapimu był bratem, a Nektanebo bratankiem Tachosa)..
W tej sytuacji Tachos uciekł do Persji i otrzymał azyl na dworze perskiego władcy Artakserksesa II. Według niektórych źródeł miał umrzeć w trakcie zbrojnej wyprawy do Egiptu, według innych zaś został wydany przez Persów faraonowi Nektanebo.

## Tytulatura
| G5 |

| G5 |

| m | xa | mAat | T32 · N17 · N17 |

| m | xa | mAat | T32 · N17 · N17 |

| m | xa | mAat | T32 · N17 · N17 |

| m | xa | mAat | T32 · N17 · N17 |

| G5 |

| G5 |

| m | xa | mAat | T32 · N17 · N17 |

| m | xa | mAat | T32 · N17 · N17 |

| m | xa | mAat | T32 · N17 · N17 |

| m | xa | mAat | T32 · N17 · N17 |

| G16 |

| G16 |

| mAat | mr | i | i | s | x | Ax | nTrw | pr · pr · pr |

| mAat | mr | i | i | s | x | Ax | nTrw | pr · pr · pr |

| mAat | mr | i | i | s | x | Ax | nTrw | pr · pr · pr |

| mAat | mr | i | i | s | x | Ax | nTrw | pr · pr · pr |

| G16 |

| G16 |

| mAat | mr | i | i | s | x | Ax | nTrw | pr · pr · pr |

| mAat | mr | i | i | s | x | Ax | nTrw | pr · pr · pr |

| mAat | mr | i | i | s | x | Ax | nTrw | pr · pr · pr |

| mAat | mr | i | i | s | x | Ax | nTrw | pr · pr · pr |

| G8 |

| G8 |

| x · D43 | W · y | b | q · t | D10 | O49 | G3 · f | N25 · N25 · N25 |

| x · D43 | W · y | b | q · t | D10 | O49 | G3 · f | N25 · N25 · N25 |

| x · D43 | W · y | b | q · t | D10 | O49 | G3 · f | N25 · N25 · N25 |

| x · D43 | W · y | b | q · t | D10 | O49 | G3 · f | N25 · N25 · N25 |

| G8 |

| G8 |

| x · D43 | W · y | b | q · t | D10 | O49 | G3 · f | N25 · N25 · N25 |

| x · D43 | W · y | b | q · t | D10 | O49 | G3 · f | N25 · N25 · N25 |

| x · D43 | W · y | b | q · t | D10 | O49 | G3 · f | N25 · N25 · N25 |

| x · D43 | W · y | b | q · t | D10 | O49 | G3 · f | N25 · N25 · N25 |

| M23 · X1 | L2 · X1 |

| M23 · X1 | L2 · X1 |

| N5 · D6 | U4 | X1 · D36 · N35 |

| N5 · D6 | U4 | X1 · D36 · N35 |

| N5 · D6 | U4 | X1 · D36 · N35 |

| N5 · D6 | U4 | X1 · D36 · N35 |

| M23 · X1 | L2 · X1 |

| M23 · X1 | L2 · X1 |

| N5 · D6 | U4 | X1 · D36 · N35 |

| N5 · D6 | U4 | X1 · D36 · N35 |

| N5 · D6 | U4 | X1 · D36 · N35 |

| N5 · D6 | U4 | X1 · D36 · N35 |

| G39 | N5 |

| G39 | N5 |

| W25 | N1 · A40 | I10 · D2 · Z1 | U21 · N35 |

| W25 | N1 · A40 | I10 · D2 · Z1 | U21 · N35 |

| W25 | N1 · A40 | I10 · D2 · Z1 | U21 · N35 |

| W25 | N1 · A40 | I10 · D2 · Z1 | U21 · N35 |

| G39 | N5 |

| G39 | N5 |

| W25 | N1 · A40 | I10 · D2 · Z1 | U21 · N35 |

| W25 | N1 · A40 | I10 · D2 · Z1 | U21 · N35 |

| W25 | N1 · A40 | I10 · D2 · Z1 | U21 · N35 |

| W25 | N1 · A40 | I10 · D2 · Z1 | U21 · N35 |

Poza wymienionymi znane jest kilka innych wariantów zapisu imion Tachosa